# Malmö AI
Malmö Allmänna Idrottsförening oder kurz Malmö AI ist ein schwedischer Sportverein aus Malmö.

## Geschichte
Der Verein wurde am 7. September 1908 gegründet. Aus dem ursprünglichen Hobbyverein wurde einer der erfolgreichsten Badmintonvereine Schwedens überhaupt. Auch in der Leichtathletik und im Fußball war der Verein erfolgreich.

## Bekannte Sportler
- Patrik Lövgren
- Jimisola Laursen
- Linus Thörnblad
- Mattias Sunneborn
- Jimmy Nordin
- Daniela Lincoln-Saavedra
- Ricky Bruch
- Jesper Fritz
- Gunder Hägg
- Philip Nossmy

## Badminton

### Erfolge
| Saison    | Veranstaltung                     | Disziplin    | Platz | Name                                                    |
| --------- | --------------------------------- | ------------ | ----- | ------------------------------------------------------- |
| 1940/1941 | Schweden: Einzelmeisterschaft     | Herreneinzel | 1     | Sven Malmfält (MAI)                                     |
| 1940/1941 | Schweden: Einzelmeisterschaft U19 | Herrendoppel | 1     | Knut Malmgren / Allan Mårtensson (MAI / Tomelilla)      |
| 1940/1941 | Schweden: Einzelmeisterschaft     | Herrendoppel | 1     | Sven Malmfält / Helge Paulsson (MAI)                    |
| 1941/1942 | Schweden: Einzelmeisterschaft U19 | Herreneinzel | 1     | Per Lindahl (MAI)                                       |
| 1942/1943 | Schweden: Einzelmeisterschaft     | Mixed        | 1     | Sven Malmfält / Greta Lindahl (MAI)                     |
| 1942/1943 | Schweden: Einzelmeisterschaft U19 | Herreneinzel | 1     | Knut Malmgren (MAI)                                     |
| 1943/1944 | Schweden: Einzelmeisterschaft     | Dameneinzel  | 1     | Amy Pettersson (MAI)                                    |
| 1943/1944 | Schweden: Einzelmeisterschaft     | Mixed        | 1     | Knut Malmgren / Elsy Killick (MAI)                      |
| 1943/1944 | Schweden: Einzelmeisterschaft U19 | Dameneinzel  | 1     | Berit Nilsson (MAI)                                     |
| 1943/1944 | Schweden: Einzelmeisterschaft U19 | Herrendoppel | 1     | Bernt Bengtsson / Karl-Erik Lindahl (MAI)               |
| 1943/1944 | Schweden: Einzelmeisterschaft U19 | Mixed        | 1     | Knut Malmgren / Berit Nilsson (MAI)                     |
| 1944/1945 | Schweden: Einzelmeisterschaft U19 | Herreneinzel | 1     | Karl-Erik Lindahl (MAI)                                 |
| 1944/1945 | Schweden: Einzelmeisterschaft U19 | Herrendoppel | 1     | Kjell Andersson / Inge Blomberg (MAI)                   |
| 1944/1945 | Schweden: Einzelmeisterschaft     | Damendoppel  | 1     | Elsy Killick / Amy Pettersson (MAI)                     |
| 1945/1946 | Schweden: Einzelmeisterschaft U19 | Dameneinzel  | 1     | Berit Nilsson (MAI)                                     |
| 1945/1946 | Schweden: Einzelmeisterschaft     | Dameneinzel  | 1     | Amy Pettersson (MAI)                                    |
| 1945/1946 | Schweden: Einzelmeisterschaft U19 | Herrendoppel | 1     | Kjell Andersson / Inge Blomberg (MAI)                   |
| 1945/1946 | Schweden: Einzelmeisterschaft U19 | Herreneinzel | 1     | Inge Blomberg (MAI)                                     |
| 1945/1946 | Schweden: Einzelmeisterschaft U19 | Mixed        | 1     | Inge Blomberg / Berit Nilsson (MAI)                     |
| 1946/1947 | Schweden: Einzelmeisterschaft U19 | Dameneinzel  | 1     | Berit Nilsson (MAI)                                     |
| 1946/1947 | Schweden: Einzelmeisterschaft U19 | Herrendoppel | 1     | Inge Blomberg / Bertil Jönsson (MAI)                    |
| 1947/1948 | Schweden: Einzelmeisterschaft     | Mixed        | 1     | Knut Malmgren / Berit Nilsson (MAI)                     |
| 1947/1948 | Schweden: Einzelmeisterschaft     | Dameneinzel  | 1     | Amy Pettersson (MAI)                                    |
| 1947/1948 | Schweden: Einzelmeisterschaft U19 | Dameneinzel  | 1     | Berit Nilsson (MAI)                                     |
| 1948/1949 | Schweden: Einzelmeisterschaft     | Damendoppel  | 1     | Berit Nilsson / Amy Pettersson (MAI)                    |
| 1948/1949 | Schweden: Einzelmeisterschaft     | Dameneinzel  | 1     | Berit Nilsson (MAI)                                     |
| 1948/1949 | Schweden: Einzelmeisterschaft     | Mixed        | 1     | Knut Malmgren / Elsy Killick (MAI)                      |
| 1949/1950 | Schweden: Einzelmeisterschaft     | Dameneinzel  | 1     | Amy Pettersson (MAI)                                    |
| 1949/1950 | Schweden: Einzelmeisterschaft     | Herreneinzel | 1     | Inge Blomberg (MAI)                                     |
| 1949/1950 | Schweden: Einzelmeisterschaft U19 | Mixed        | 1     | Bertil Holmqvist / Gun Anderberg (MAI)                  |
| 1949/1950 | Schweden: Einzelmeisterschaft     | Mixed        | 1     | Knut Malmgren / Elsy Killick (MAI)                      |
| 1950/1951 | Schweden: Einzelmeisterschaft U19 | Mixed        | 1     | Jan Hallberg / Gun Anderberg (Ystads BK / MAI)          |
| 1950/1951 | Schweden: Einzelmeisterschaft     | Herreneinzel | 1     | Inge Blomberg (MAI)                                     |
| 1950/1951 | Schweden: Einzelmeisterschaft     | Mixed        | 1     | Knut Malmgren / Elsy Killick (MAI)                      |
| 1951/1952 | Schweden: Einzelmeisterschaft     | Dameneinzel  | 1     | Amy Pettersson (MAI)                                    |
| 1951/1952 | Schweden: Einzelmeisterschaft     | Mixed        | 1     | Knut Malmgren / Elsy Killick (MAI)                      |
| 1951/1952 | Schweden: Einzelmeisterschaft U19 | Damendoppel  | 1     | Inger Andrén / Ulla Karlberg (MAI / MFF)                |
| 1952/1953 | Schweden: Einzelmeisterschaft U19 | Herreneinzel | 1     | Bo Nilsson (MAI)                                        |
| 1953/1954 | Schweden: Einzelmeisterschaft     | Mixed        | 1     | Knut Malmgren / Elsy Killick (MAI)                      |
| 1953/1954 | Schweden: Einzelmeisterschaft O35 | Dameneinzel  | 1     | Amy Pettersson (MAI)                                    |
| 1953/1954 | Schweden: Einzelmeisterschaft U19 | Herrendoppel | 1     | Bo Nilsson / Hans-Inge Pettersson (MAI)                 |
| 1953/1954 | Schweden: Einzelmeisterschaft U19 | Mixed        | 1     | Bo Nilsson / Ulla Pettersson (MAI)                      |
| 1954/1955 | Schweden: Einzelmeisterschaft O35 | Dameneinzel  | 1     | Amy Pettersson (MAI)                                    |
| 1954/1955 | Schweden: Einzelmeisterschaft     | Mixed        | 1     | Knut Malmgren / Elsy Killick (MAI)                      |
| 1954/1955 | Schweden: Einzelmeisterschaft     | Dameneinzel  | 1     | Berit Olsson (MAI)                                      |
| 1954/1955 | Schweden: Einzelmeisterschaft     | Damendoppel  | 1     | Berit Olsson / Amy Pettersson (MAI)                     |
| 1954/1955 | Schweden: Einzelmeisterschaft U19 | Mixed        | 1     | Göran Wahlqvist / Ulla Pettersson (Smash / MAI)         |
| 1954/1955 | Schweden: Einzelmeisterschaft U19 | Damendoppel  | 1     | Gunnel Persson / Ulla Pettersson (Ystads BK / MAI)      |
| 1955/1956 | Schweden: Einzelmeisterschaft     | Damendoppel  | 1     | Inger Nilsson / Berit Olsson (MAI)                      |
| 1955/1956 | Schweden: Einzelmeisterschaft U19 | Damendoppel  | 1     | Lizia Berggren / Ulla-Lisa Berggren (MAI)               |
| 1955/1956 | Schweden: Einzelmeisterschaft U19 | Herreneinzel | 1     | Olle Andersson (MAI)                                    |
| 1955/1956 | Schweden: Einzelmeisterschaft U19 | Dameneinzel  | 1     | Ulla-Lisa Berggren (MAI)                                |
| 1956/1957 | Schweden: Einzelmeisterschaft O35 | Dameneinzel  | 1     | Amy Pettersson (MAI)                                    |
| 1956/1957 | Schweden: Einzelmeisterschaft O35 | Damendoppel  | 1     | Elsy Killick / Amy Pettersson (MAI)                     |
| 1956/1957 | Schweden: Einzelmeisterschaft U19 | Dameneinzel  | 1     | Ulla-Lisa Berggren (MAI)                                |
| 1956/1957 | Schweden: Einzelmeisterschaft U19 | Herreneinzel | 1     | Olle Andersson (MAI)                                    |
| 1956/1957 | Schweden: Einzelmeisterschaft U19 | Damendoppel  | 1     | Ulla-Lisa Berggren / Ann-Mari Rosqvist (MAI)            |
| 1956/1957 | Schweden: Einzelmeisterschaft U19 | Herrendoppel | 1     | Olle Andersson / Mats Persson (MAI / Ystads BK)         |
| 1956/1957 | Schweden: Einzelmeisterschaft     | Herrendoppel | 1     | Knut Malmgren / Bo Nilsson (MAI)                        |
| 1957/1958 | Schweden: Einzelmeisterschaft     | Herrendoppel | 1     | Bo Nilsson / Göran Wahlqvist (MAI / Smash)              |
| 1957/1958 | Schweden: Einzelmeisterschaft O35 | Damendoppel  | 1     | Elsy Killick / Amy Pettersson (MAI)                     |
| 1958/1959 | Schweden: Einzelmeisterschaft     | Herrendoppel | 1     | Bo Nilsson / Göran Wahlqvist (MAI / Smash)              |
| 1958/1959 | Schweden: Einzelmeisterschaft O35 | Damendoppel  | 1     | Elsy Killick / Amy Pettersson (MAI)                     |
| 1959/1960 | Schweden: Einzelmeisterschaft U19 | Herrendoppel | 1     | Åke Brodin / Benny Wihlborg (MAI)                       |
| 1959/1960 | Schweden: Einzelmeisterschaft U19 | Herreneinzel | 1     | Benny Wihlborg (MAI)                                    |
| 1959/1960 | Schweden: Einzelmeisterschaft U19 | Dameneinzel  | 1     | Berit Andersson (MAI)                                   |
| 1962/1963 | Schweden: Einzelmeisterschaft     | Damendoppel  | 1     | Berit Andersson / Gunilla Dahlström (MAI / AIK)         |
| 1962/1963 | Schweden: Einzelmeisterschaft O35 | Damendoppel  | 1     | Elsy Killick / Inger Nilsson (MAI / MFF)                |
| 1963/1964 | Schweden: Einzelmeisterschaft U19 | Herreneinzel | 1     | Tommy Theorin (MAI)                                     |
| 1963/1964 | Schweden: Einzelmeisterschaft     | Mixed        | 1     | Willy Lund / Eva Pettersson (MAI / Ystads BK)           |
| 1963/1964 | Schweden: Einzelmeisterschaft O35 | Herreneinzel | 1     | Knut Malmgren (MAI)                                     |
| 1964/1965 | Schweden: Einzelmeisterschaft U19 | Herreneinzel | 1     | Tommy Theorin (MAI)                                     |
| 1964/1965 | Schweden: Einzelmeisterschaft O35 | Herreneinzel | 1     | Knut Malmgren (MAI)                                     |
| 1964/1965 | Schweden: Einzelmeisterschaft O35 | Mixed        | 1     | Knut Malmgren / Elsy Killick (MAI)                      |
| 1964/1965 | Schweden: Einzelmeisterschaft     | Herrendoppel | 1     | Willy Lund / Benny Wihlborg (MAI)                       |
| 1965/1966 | Schweden: Einzelmeisterschaft     | Mixed        | 1     | Göran Wahlqvist / Eva Twedberg (MAI)                    |
| 1965/1966 | Schweden: Einzelmeisterschaft     | Damendoppel  | 1     | Ann-Christine Rosenquist / Eva Twedberg (BK Aura / MAI) |
| 1965/1966 | Schweden: Einzelmeisterschaft     | Herrendoppel | 1     | Willy Lund / Göran Wahlqvist (MAI)                      |
| 1965/1966 | Schweden: Einzelmeisterschaft O35 | Mixed        | 1     | Knut Malmgren / Elsy Killick (MAI)                      |
| 1965/1966 | Schweden: Einzelmeisterschaft     | Dameneinzel  | 1     | Eva Twedberg (MAI)                                      |
| 1966/1967 | Schweden: Einzelmeisterschaft O35 | Herrendoppel | 1     | Inge Blomberg / Knut Malmgren (MAI)                     |
| 1966/1967 | Schweden: Einzelmeisterschaft     | Damendoppel  | 1     | Berit Ek / Eva Twedberg (MAI)                           |
| 1966/1967 | Schweden: Einzelmeisterschaft     | Dameneinzel  | 1     | Eva Twedberg (MAI)                                      |
| 1966/1967 | Schweden: Einzelmeisterschaft     | Herrendoppel | 1     | Willy Lund / Göran Wahlqvist (MAI)                      |
| 1966/1967 | Schweden: Einzelmeisterschaft     | Mixed        | 1     | Göran Wahlqvist / Eva Twedberg (MAI)                    |
| 1967/1968 | Schweden: Einzelmeisterschaft O35 | Herrendoppel | 1     | Inge Blomberg / Knut Malmgren (MAI)                     |
| 1967/1968 | Schweden: Einzelmeisterschaft     | Damendoppel  | 1     | Berit Ek / Eva Twedberg (MAI)                           |
| 1967/1968 | Schweden: Einzelmeisterschaft     | Dameneinzel  | 1     | Eva Twedberg (MAI)                                      |
| 1967/1968 | Schweden: Einzelmeisterschaft     | Mixed        | 1     | Göran Wahlqvist / Eva Twedberg (MAI)                    |
| 1968/1969 | Schweden: Einzelmeisterschaft     | Dameneinzel  | 1     | Eva Twedberg (MAI)                                      |
| 1968/1969 | Schweden: Einzelmeisterschaft     | Damendoppel  | 1     | Ann-Christine Rosenquist / Eva Twedberg (BK Aura / MAI) |
| 1968/1969 | Schweden: Einzelmeisterschaft     | Mixed        | 1     | Göran Wahlqvist / Eva Twedberg (MAI)                    |
| 1968/1969 | Schweden: Einzelmeisterschaft O35 | Herreneinzel | 1     | Berndt Dahlberg (MAI)                                   |
| 1968/1969 | Schweden: Einzelmeisterschaft     | Herrendoppel | 1     | Willy Lund / Göran Wahlqvist (MAI)                      |
| 1968/1969 | Schweden: Einzelmeisterschaft O35 | Mixed        | 1     | Berndt Dahlberg / Ingrid Persson (MAI / SBK)            |
| 1969/1970 | Schweden: Einzelmeisterschaft O35 | Mixed        | 1     | Berndt Dahlberg / Ingrid Persson (MAI / Spårvägen)      |
| 1969/1970 | Schweden: Einzelmeisterschaft     | Damendoppel  | 1     | Lena Andersson / Eva Twedberg (MAI)                     |
| 1969/1970 | Schweden: Einzelmeisterschaft     | Dameneinzel  | 1     | Eva Twedberg (MAI)                                      |
| 1969/1970 | Schweden: Einzelmeisterschaft O35 | Herreneinzel | 1     | Berndt Dahlberg (MAI)                                   |
| 1969/1970 | Schweden: Einzelmeisterschaft O35 | Herrendoppel | 1     | Berndt Dahlberg / Bertil Glans (MAI / Halmstad BK)      |
| 1970/1971 | Schweden: Einzelmeisterschaft O35 | Mixed        | 1     | Berndt Dahlberg / Ingrid Persson (MAI / Spårvägen)      |
| 1970/1971 | Schweden: Einzelmeisterschaft O35 | Herrendoppel | 1     | Berndt Dahlberg / Bertil Glans (MAI / Halmstad BK)      |
| 1970/1971 | Schweden: Einzelmeisterschaft O35 | Herreneinzel | 1     | Berndt Dahlberg (MAI)                                   |
| 1970/1971 | Schweden: Einzelmeisterschaft     | Mixed        | 1     | Gert Perneklo / Eva Twedberg (MAI)                      |
| 1970/1971 | Schweden: Einzelmeisterschaft     | Herrendoppel | 1     | Willy Lund / Göran Wahlqvist (MAI)                      |
| 1970/1971 | Schweden: Einzelmeisterschaft     | Dameneinzel  | 1     | Eva Twedberg (MAI)                                      |
| 1970/1971 | Schweden: Einzelmeisterschaft     | Damendoppel  | 1     | Ingrid Nilsson / Eva Twedberg (MAI)                     |
| 1971/1972 | Schweden: Einzelmeisterschaft O35 | Mixed        | 1     | Berndt Dahlberg / Ingrid Persson (MAI / Spårvägen)      |
| 1971/1972 | Schweden: Einzelmeisterschaft     | Mixed        | 1     | Gert Perneklo / Eva Twedberg (MAI)                      |
| 1971/1972 | Schweden: Einzelmeisterschaft     | Damendoppel  | 1     | Ingrid Nilsson / Eva Twedberg (MAI)                     |
| 1971/1972 | Schweden: Einzelmeisterschaft     | Dameneinzel  | 1     | Eva Twedberg (MAI)                                      |
| 1971/1972 | Schweden: Einzelmeisterschaft O35 | Herreneinzel | 1     | Berndt Dahlberg (MAI)                                   |
| 1971/1972 | Schweden: Einzelmeisterschaft O35 | Herrendoppel | 1     | Berndt Dahlberg / Bertil Glans (MAI / Halmstad BK)      |
| 1972/1973 | Schweden: Einzelmeisterschaft O35 | Mixed        | 1     | Berndt Dahlberg / Ingrid Persson (MAI / Södertälje BK)  |
| 1972/1973 | Schweden: Einzelmeisterschaft O35 | Herrendoppel | 1     | Berndt Dahlberg / Bertil Glans (MAI / Halmstad BK)      |
| 1972/1973 | Schweden: Einzelmeisterschaft     | Mixed        | 1     | Willy Lund / Britt-Marie Larsson (MAI)                  |
| 1972/1973 | Schweden: Einzelmeisterschaft O35 | Herreneinzel | 1     | Berndt Dahlberg (MAI)                                   |
| 1973/1974 | Schweden: Einzelmeisterschaft     | Dameneinzel  | 1     | Eva Stuart (MAI)                                        |
| 1973/1974 | Schweden: Einzelmeisterschaft     | Mixed        | 1     | Gert Perneklo / Eva Stuart (MAI)                        |
| 1973/1974 | Schweden: Einzelmeisterschaft O35 | Herrendoppel | 1     | Berndt Dahlberg / Bertil Glans (MAI / Halmstad BK)      |
| 1973/1974 | Schweden: Einzelmeisterschaft O35 | Mixed        | 1     | Berndt Dahlberg / Ingrid Persson (MAI / Södertälje BK)  |
| 1973/1974 | Schweden: Einzelmeisterschaft     | Damendoppel  | 1     | Britt-Marie Larsson / Eva Stuart (MAI)                  |
| 1975/1976 | Schweden: Einzelmeisterschaft     | Dameneinzel  | 1     | Eva Stuart (MFF / MAI)                                  |
| 1975/1976 | Schweden: Einzelmeisterschaft     | Damendoppel  | 1     | Karin Lindquist / Eva Stuart (IFK Lidingö / MFF / MAI)  |
| 1978/1979 | Schweden: Einzelmeisterschaft O35 | Dameneinzel  | 1     | Eva Stuart (MAI)                                        |
| 1978/1979 | Schweden: Einzelmeisterschaft O35 | Damendoppel  | 1     | Ann-Marie Prahl / Eva Stuart (MAI)                      |
| 1978/1979 | Schweden: Einzelmeisterschaft O35 | Mixed        | 1     | Bo Nilsson / Eva Stuart (Aristo / MAI)                  |